# Фредерик Шопен
Фредерик Франсоа Шопен (на френски: Frédéric François Chopin) или Фридѐрик Франчѝшек Шо̀пен (на полски: Fryderyk Franciszek Chopin) е полски композитор от периода на Романтизма и виртуозен пианист, най-известният представител на полското музикално изкуство и един от най-великите творци в историята на музиката. Той поддържа световна известност като водещ музикант на своята епоха, истински поетически гений с професионална техника, която няма равна в своето поколение.
Подобно на Моцарт, той е дете-чудо и свири на пиано и композира от ранно детство, като всичките му композиции включват пианото. Повечето са за соло пиано, макар че написва два концерта за пиано, няколко камерни произведения и около 19 песни. Неговото творчество представя Романтизма в най-чистата му форма. Характерни за него са техническото съвършенство, изчистеният стил, мелодичното богатство, фантазия и естетичната хармония на звука. Опоетизира и драматизира танците мазурка, полонеза, валс и превръща скерцото в самостоятелно произведение. През почти целия си живот е с крехко здраве и умира в Париж през 1849 г. на 39-годишна възраст, вероятно от перикардит, усложнен от туберкулоза.
Писанието му за пиано е технически взискателно и разширява възможностите на инструмента: собствените му изпълнения са отбелязани за техния нюанс и чувствителност. Шопен създава концепцията за инструменталната балада. Основните му творби за пиано включват също мазурки, валс, ноктюрни, полонези, етюди, импромптус, скерцо, прелюдии и сонати, някои публикувани посмъртно. Сред влиянията върху неговия стил на композиция са полската народна музика, класическата традиция на Бах, Моцарт и Шуберт и атмосферата на парижките салони, на които той е чест гост. Неговите иновации в стил, хармония и музикална форма, както и асоциацията на музиката му с национализма, оказват влияние през и след късния романтичен период.
Музиката на Шопен, статутът му на един от най-ранните звезди на музиката, неговата (непряка) връзка с политическото въстание, неговият любовен живот и ранната му смърт го превръщат във водещ символ на епохата на Романтизма. Творбите му остават популярни и той е обект на множество филми и биографии.

## Живот
Бащата на Шопен – Николà – e французин, дошъл в 1787 г. като емигрант в Полша, където е учител в аристократични семейства, а по-късно във Варшавския лицей. Майката на Шопен – Юстина Кшижановска, е с висока култура, свири на пиано и пее отлично. Фредерик Шопен е второто дете в семейството и единственият син. Той е роден в Желязова Воля, което се намира на 46 километра от Варшава. В кръщелното му е записана като рождена дата 22 февруари 1810 година, но семейството му винаги празнува рождения му ден на 1 март. Когато е на 7 месеца, семейството се мести да живее във Варшава.
От съвсем ранно детство Шопен проявява изключителни музикални способности. На 6-годишна възраст вече композира. Семейството му по принцип е музикално. Баща му свири на флейта и цигулка. Майка му свири на пиано и дори дава частни уроци. Самият Шопен учи музика (пиано и композиция) във Варшава, първоначално при частни учители, а после в Главното музикално училище (1826 – 1829 г.). Неговите учители са го запомнили с изключителното му остроумие, чувство за хумор и таланта му да имитира другите. През 1829 г. Шопен дебютира като пианист във Виена. От 1831 г. се установява в Париж, където работи като пианист и композитор до края на живота си. Първия си концерт изнася, когато е на 22 години. Успехът е пълен и славата му расте бързо. По това време Париж е център на културата и изкуството. Там той се сприятелява с Ференц Лист, Ектор Берлиоз, Винченцо Белини и Феликс Менделсон-Бартолди. В Париж Шопен се издържа главно от даване на уроци и редки музикални рецитали. Той е чест гост на светските салони и има много поклонници в аристократичните среди.
Увлеченията му по Констанция Гладковска във Варшава (1830 г.) и Мария Водзинска (1835–36 г.) в Дрезден са мимолетни, но през 1836 г. среща писателката Аврора Дюдеван, известна като Жорж Санд, а през 1838 г. започва прочутата си връзка с нея. Това съвпада и с първия му пристъп на болестта през 1837 година. През зимата на 1838–39 г. те са заедно на остров Майорка. Там разклатеното здраве на Шопен се влошава още повече. Впоследствие прекарва летата в имението на Жорж Санд в Ноан, на около 290 км от Париж. Това е периодът на най-интензивно творчество. През 1848 г. прекратява отношенията с Жорж Санд, защото по неговите думи тази връзка му носи повече скръб отколкото щастие. Същата година предприема последно концертно турне в Англия, а през 1849 г. умира в Париж от туберкулоза едва на 39 години. На погребението му свирят „Реквием“ на Моцарт – композитора, когото Шопен поставя над всички останали. Погребан е в гробището Пер Лашез. Съгласно предсмъртното му желание, сърцето му е пренесено в Полша и зазидано в колона във варшавската църква „Свети Кръст“.

## Творчество
Макар че изнася общо само около 30 публични концерта, Фредерик Шопен е смятан за един от най-гениалните пианисти в историята на човечеството. Нито преди него, нито след него се е раждал подобен гений в Полша. Нововъведенията му в извличането на багри, пръстовката, използването на педалите и общия подход към инструмента са крайъгълен камък в историята на музикалното изкуство. В изпълнението му си дават среща виртуозният блясък със силата и дълбочината на емоционалното въздействие. Макар че неговият изключителен композиторски талант му дава възможност да пише симфонии, неговият затворен и деликатен характер го кара да се задоволи с камерния жанр.
Творчеството на Шопен е почти изцяло ограничено в областта на клавирната музика (с изключение на няколко ранни камерни творби и 19 песни). То обхваща 2 концерта, 4 сонати, 4 балади, 2 фантазии, 16 полонеза, 58 мазурки, 20 валса, 21 ноктюрни, 27 концертни етюда, 27 прелюда, 4 емпромптюта, 4 скерца и др. Музиката на Шопен е дълбоко свързана с полското музикално творчество, проникната е от гореща любов към родината и нейното трагично минало. В своите произведения той използва народния фолклор, но е и изключително самобитен автор. Водещо начало в произведенията му има мелодията – макар и романтично развълнувана, тя е класически чиста и никога не е сантиментално сладникава. Същевременно творбите му се отличават със смели хармонични решения. Шопен е ненадминат поет на пианото. В произведенията му се съчетават искрена емоционалност с необикновено широка гама и обхват от чувства, релефност и правдивост. В привидно тесния кръг на творчеството си той достига изключителна дълбочина на чувствата и мисълта. Музиката на Шопен е замислена и написана за пианото. Според думите на Андрей Стоянов, „неговата музика като че ли е изникнала от клавишите.“
Много често в творбите си Шопен достига върховете на трагизма, като например в траурния марш из сонатата в си-бемол минор, оп. 35. От друга страна, той е невероятен лирик, което проличава например в ададжото на втория му концерт за пиано. Към неговите най-големи постижения могат да се отнесат етюдите, които разкриват удивителния му поетичен свят – от младежки пориви до трагичен драматизъм. Най-интимният, почти автобиографичен жанр в неговото творчество е валсът, който може да се разглежда като негов лиричен дневник по думите на Изабела Хитрик. Много от неговите съвременници, които познават музиката му, се прекланят пред неговия талант: композиторите Ференц Лист, Роберт Шуман, Феликс Менделсон, Ектор Берлиоз, поетите Хайнрих Хайне и Адам Мицкевич, художникът Йожен Дьолакроа и много други.

## Наследство
Шопен е един от основните композитори в репертоара на много пианисти. Записите на неговите произведения са в каталозите на най-големите звукозаписни компании. От 1927 година насам във Варшава се провежда Международен конкурс за пианисти, който носи името на Фредерик Шопен. Между победителите в този конкурс е знаменитият полски пианист Хенрик Щомпка. В 1934 г. във Варшава е основан университет на името на Шопен, който впоследствие е превърнат в Общество с неговото име, издаващо произведенията му и статии за неговото творчество. На 1 март 2010 г. в столицата на Полша, Варшава, след реконструкция и модернизация е открит нов съвременен музей – „Музей Фредерик Шопен“ по случай 200-годишнината от рождението на композитора.

## В литературата и телевизията
Шопен фигурира широко в полската литература, както в сериозни критини изследвания на живота и музиката му, така и в измислени творби. Най-ранното появяване е вероятно в сонет от 1830 г. за Шопен от Леон Улрих. Френските писатели (с изключение на Санд) включват Марсел Пруст и Андре Жид; Шопен се споменава също и в творби от Готфрид Бен и Борис Пастернак. Има многобройни биографии за Шопен на английски език.
Вероятно първият опит за пресъздаване на  на някои моменти от живота на Шопен в оперна версия е Шопен, написана от Джакомо Орефиче и продуцирана в Милано през 1901. Цялата музика е на основата на собственото му творчество.
Животът на Шопен и връзката му с Жорж Санд са сюжет на множество филми. През 1945 биографичният филм A Song to Remember печели на Корнел Уайд номинация за най-добра мъжка роля. Други филмови адаптации включват: La valse de l'adieu (Франция, 1928) от Хенри Русел и Пиер Бланшар в ролята на Шопен; Impromptu (1991) с Хю Грант в ролята на Шопен; La note bleue (1991); и Chopin: Desire for Love (2002).

## Памет
На Фредерик Шопен е наречена улица в квартал „Студентски град“ в София (Карта).